# Laurens Reael
Laurens Reael (Amsterdam, 22 oktober 1583 – aldaar, 21 oktober 1637) was een Nederlandse bewindhebber en gouverneur-generaal van de Vereenigde Oostindische Compagnie (VOC). Hij was een veelzijdig ontwikkeld man, die zich in het bijzonder op de zeevaartkunde en de studie van de wereldhandel heeft toegelegd.

## Loopbaan
Reael werd voornamelijk gevormd door zijn zwager, Arminius, studeerde in Leiden en promoveerde daar op 17 april 1608 tot doctor in de rechten. Volgens overlevering zou hij daarna een betrekking bij 's lands geldmiddelen te Den Haag hebben bekleed en in de gunst hebben gestaan bij Johan van Oldenbarnevelt. In mei 1611 vertrok hij als commandeur van vier schepen van de VOC richting de Indische Archipel. In mei 1612 kwam hij met drie schepen aan in de Molukken. Door zijn persoonlijke eigenschappen wist hij zich een goede naam te verwerven. Een der Spaanse gouverneurs van de Molukken liet zich in zijn correspondentie waarderend over hem uit en de gouverneurs-generaal Pieter Both en Gerard Reynst stelden hem zeer op prijs en zagen beiden in hem hun opvolger. Both deed hem al snel zitting in de Raad van Indië nemen. Toen Both in maart 1613 de Molukken verliet benoemde hij Reael tot vicegouverneur, belast met het bestuur van de Molukken, Amboina en de Banda-eilanden en toen hij, na voor korte tijd te zijn teruggekeerd, in het begin van augustus opnieuw en nu voorgoed vertrok om zich naar Java te begeven, liet hij Reael weer in eerder genoemde betrekking achter. Door de Raad van Indië, die, na het overlijden van Reynst in december 1615, diens opvolger moest aanwijzen, omdat dit in Nederland niet gebeurd was, werd de 19de juni 1616 Reael benoemd tot gouverneur-generaal van alle VOC-gebieden buiten de Republiek der Zeven Verenigde Nederlanden.

### Gouverneur-generaal van Nederlands-Indië

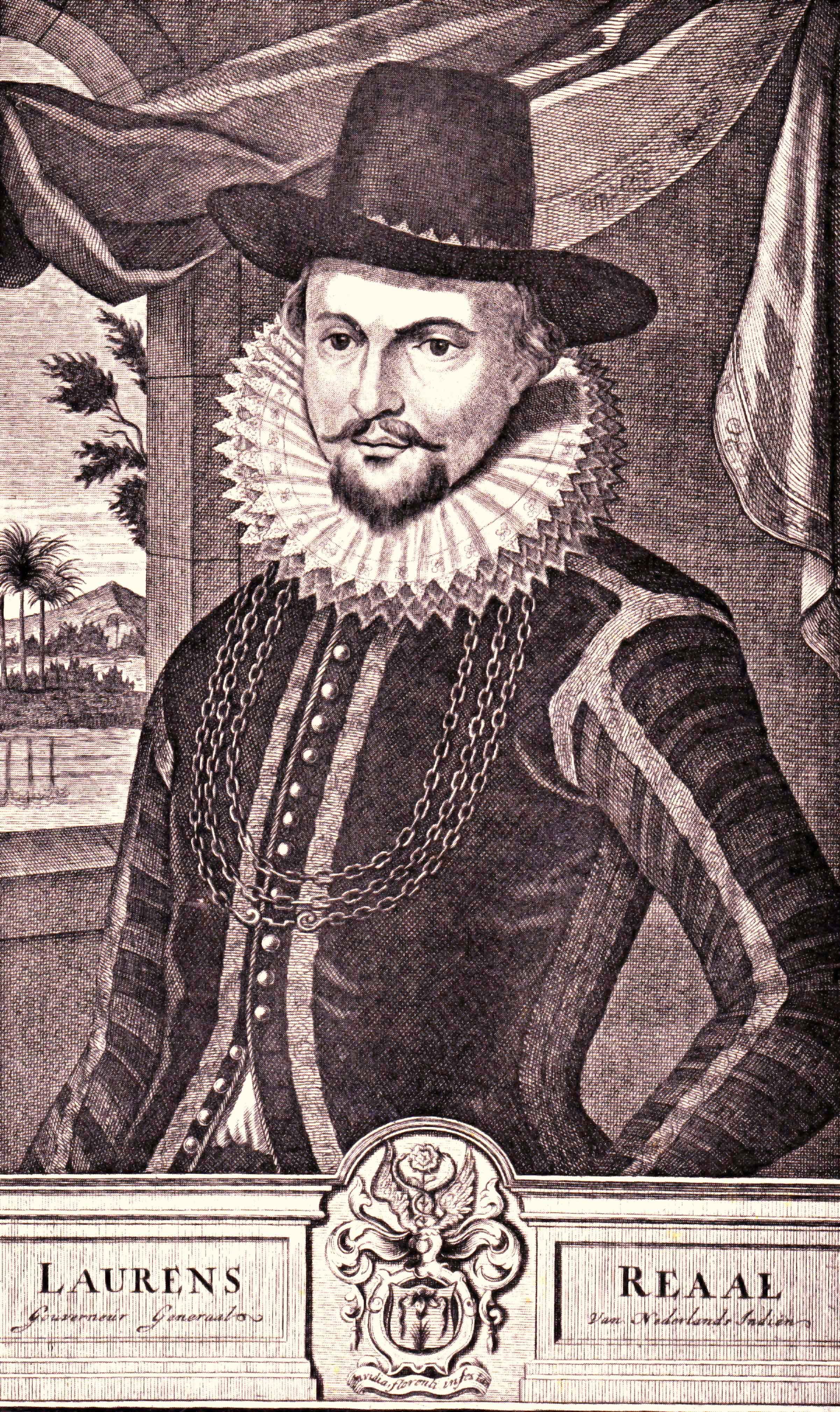
Reael in de functie van gouverneur-generaal

Deze keuze was echter niet naar de zin van het centraal bestuur van de VOC, de Heren XVII, wier inzichten Reael niet deelde. Het bestuur vond hem te zwak en toegevend tegenover de Engelsen die overal als mededingers optraden en haar het monopolie van de specerijenhandel niet wilden geven. Ook meende de Heren XVII dat hij zich te veel gelegen liet liggen aan de belangen van de inlanders, waar deze naar het oordeel van het opperbestuur, in botsing kwamen met de VOC-belangen.
Met Jan Pieterszoon Coen kreeg Reael een meningsverschil over het toelaten van Chinese handelaren op de Molukken, Banda en Ambon. Het geschil ging ook over de houding tegenover de Engelsen, de aankoopprijs van nootmuskaat, en het toelaten van Chinese families. Toen Reael bij een brief van 22 september 1616 om zijn ontslag had gevraagd werd dit hem dan ook direct verleend, hoewel hij had doen blijken dat hij niet ongenegen was om langer aan te blijven, indien zijn inkomsten werden vermeerderd. Waarschijnlijk had tot die beslissing bijgedragen dat Reael de zwager was geweest van Arminius, wiens geestverwanten tot een andere politieke partij behoorden dan de machthebbers in het vaderland. Maar de hoofdreden lag toch in ontevredenheid over zijn beleid. Aan Reaels opvolger, Coen, werd opgedragen hem zijn verbonden tijd niet te laten uitdragen maar met de eerste schepen over te zenden.

### Problemen tijdens het gouverneur-generaalschap van Reael
Coen, die de tijding van zijn benoeming in juni 1618 ontving, wachtte echter met als gouverneur-generaal op te treden totdat Reael zijn ambt had neergelegd, waarmee nog geruime tijd gemoeid was. Gedurende zijn verblijf in de Molukken, eerst als gouverneur van die eilanden, later als gouverneur-generaal, had Reael in de eerste plaats oorlog te voeren met de Spanjaarden, die nog enige plaatsen in de Molukken bezet hielden, en evenals de compagnie hun hoofdvestiging hadden op Ternate. Aan weerszijden ontbrak echter de macht om krachtig op te treden en men moest zich in de regel bepalen tot vijandelijkheden op kleine schaal. Aan de verovering op 9 juli 1613 van het oude fort van de Spanjaarden op Tidore nam Reael persoonlijk deel als aanvoerder van de landingstroepen en later deed hij als bevelhebber van een vloot van een tiental schepen een tocht naar de Filipijnen, die van september 1614 tot januari 1615 duurde, maar waarbij het beoogde doel, vernietiging van een Spaanse vloot, die naar men dacht bestemd was voor een expeditie naar de Molukken, niet bereikt werd. Onder zijn bestuur werden nog twee tochten naar de Filipijnen gemaakt, één onder Jan Dircksz. Lam en één onder directeur van de handel in de Molukken Adam Westerwolt. De eerste, die in september 1616 werd ondernomen, eindigde in een zeegevecht op 16 april 1617 waarbij Lam, na enige schepen verloren te hebben, gedwongen werd het veld te ruimen, zij het met een aanzienlijke buit bij zich. De tweede, die in augustus 1618 begon, leidde tot geen enkel resultaat.

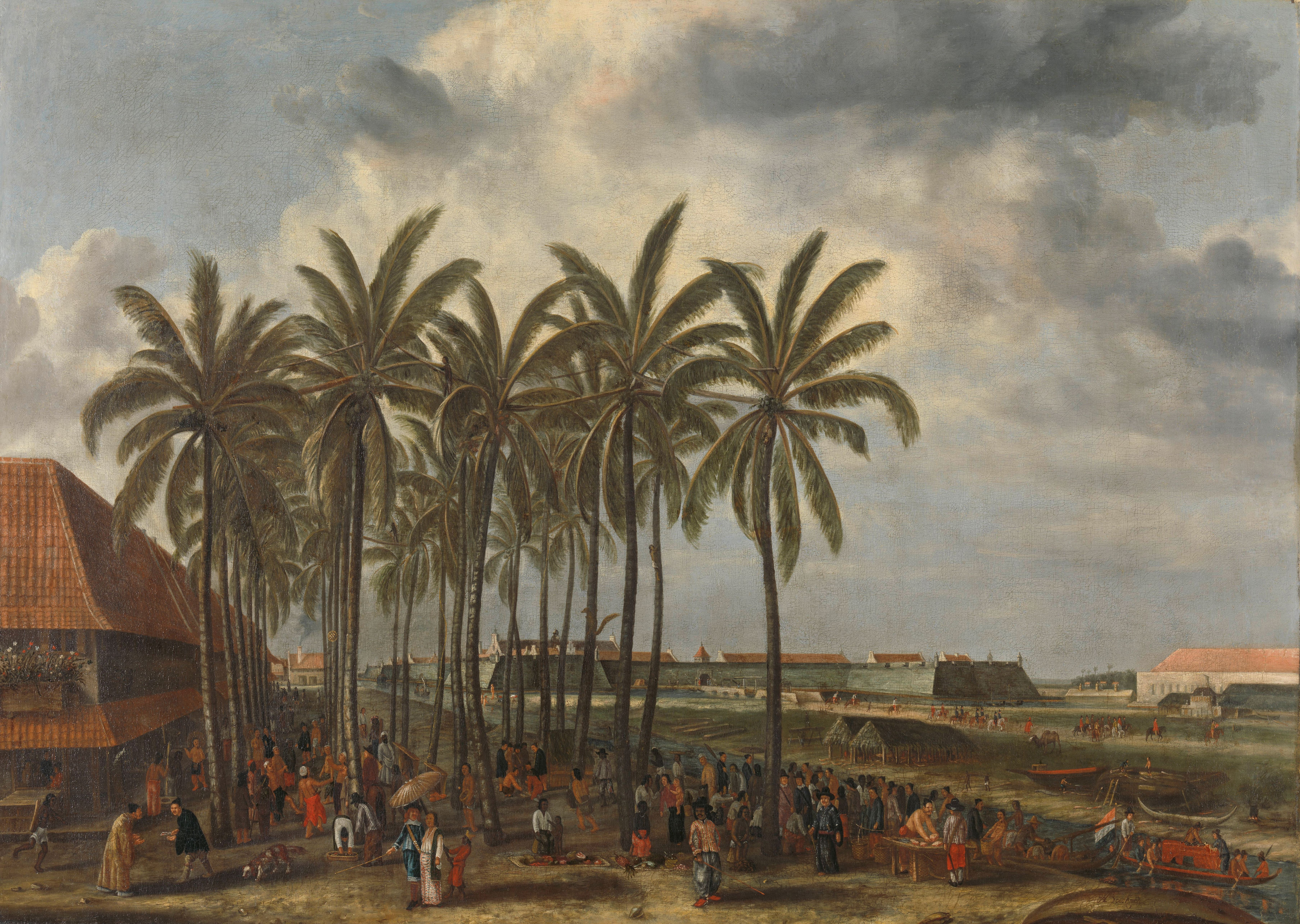
Kasteel van Batavia omstreeks 1655

Verder had Reael met grote moeilijkheden te kampen door het verzet, dat het streven van de Compagnie om zich het monopolie van de handel in specerijen te verwerven, alom ondervond. De grieven van de inlanders daarentegen waren niet alleen dat zij van de Compagnie te lage prijzen voor hun specerijen ontvingen, maar ook dat zij bij een handhaving van het monopolie, zoals de bewindhebbers dat verlangden, aan de allereerste levensbehoeften gebrek leden. De inlandse handelaren uit andere oorden der archipel, Javanen, Maleiers en Makassaren, die hun levensmiddelen en kleedjes aanbrachten in ruil voor specerijen moesten volgens de orders uit Nederland ten strengste worden geweerd, en de Compagnie, die hun taak overgenomen had, bleek niet in staat haar behoorlijk te vervullen. Reael zag het rechtmatige van deze grieven wel in, trachtte daaraan steeds zo veel mogelijk tegemoet te komen en deed vergeefse moeite om de bewindhebbers tot andere inzichten te brengen. Tegenover de bewoners van de Banda-eilanden die, gesteund door de Engelsen, telkens tot vijandelijkheden overgingen, was het nodig geweld te gebruiken en dit had niet altijd het gewenste gevolg. Het eiland Ai, waartegen in 1615 een onderneming der Nederlanders mislukt was, werd in april van het jaar daarop door Jan Dirkszoon Lam veroverd maar in maart 1618 mislukte een aanslag van Lam tegen Lonthor (een van de Banda-eilanden) en toen Reael zelf in het voorjaar van 1617 en 1618 in de wateren rond Banda verbleef kon hij bij gebrek aan macht niets uitrichten tegen de Engelsen die zich onder leiding van Nathaniel Courthope op het eiland Run hadden genesteld en dat niet goedschiks wilden verlaten.

### Aftreden Reael

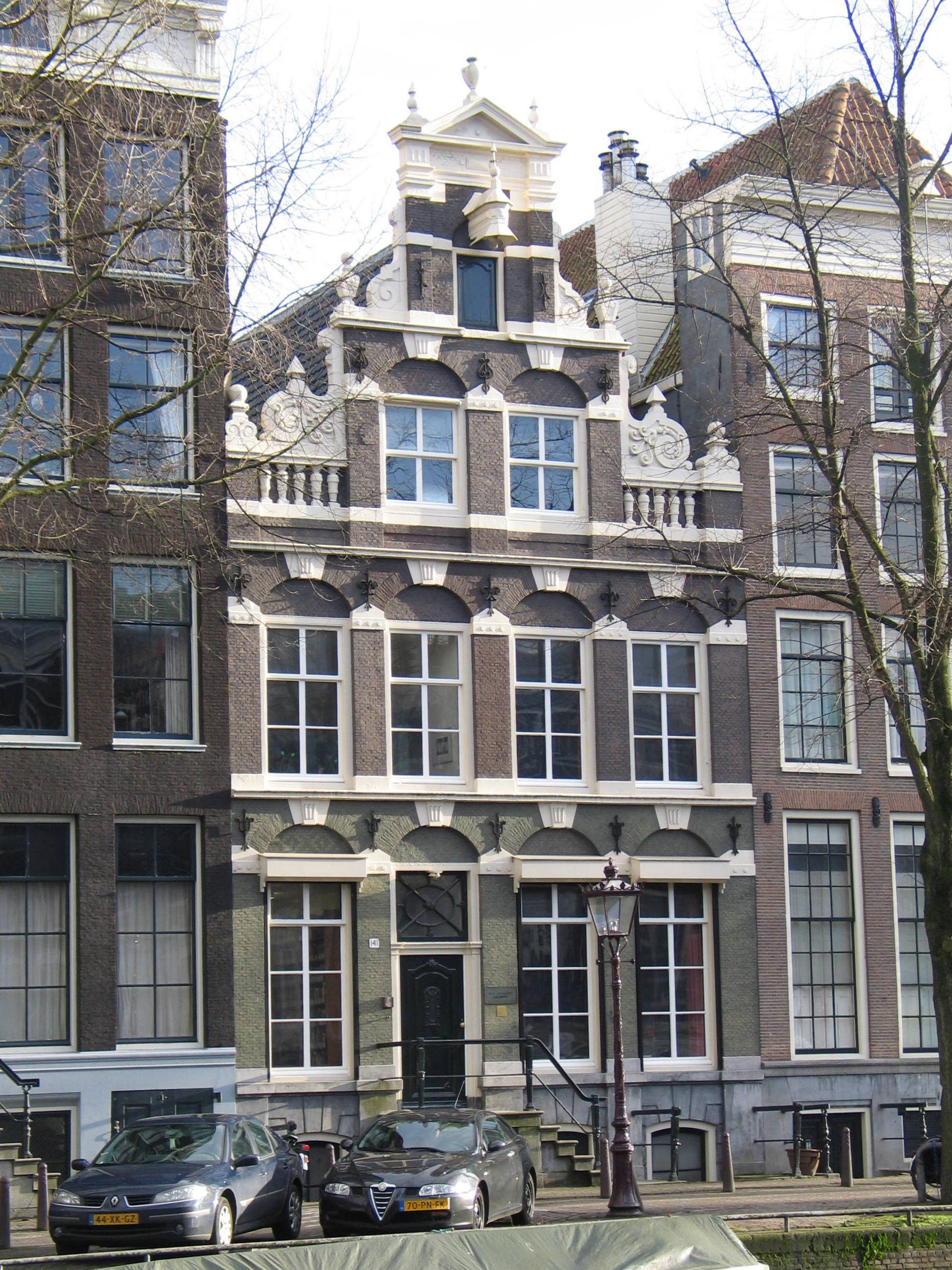
Het woonhuis van Reael, tegenwoordig het Zuid-Afrikahuis

Omstreeks het begin van 1617 vertrok Reael voor een korte periode naar Java ter bespreking van belangrijke zaken met Coen, die als directeur-generaal van de handel en als president der Nederlandse loges te Bantam en Benkoelen veel invloed had en wiens inzichten, vooral waar het de ten aanzien van inlanders te volgen gedragslijn betrof, lijnrecht tegenover die van Reael stonden. Reael kwam in oktober 1617 te Bantam aan en keerde op 31 december van dat jaar weer naar de Molukken terug. Terwijl hij met Coen te Djakatra verbleef, deden de Engelsen op 22 november 1617 een aanval op de Hollandse factorij te Bantam, waardoor de onderlinge verhouding nog slechter werd en de noodzakelijkheid van een krachtiger optreden tegenover de Engelsen ook door Reael werd ingezien. In het begin van 1618 was Reael terug op de Molukken maar al snel genoodzaakt naar de Banda-eilanden te vertrekken, waar de Nederlanders zich meester maakten van twee Engelse schepen, die juist uit Bantam aankwamen, om hun landgenoten te Nailaka te hulp te komen. Voor de rest kon Reael echter, zoals eerder vermeld werd, niet veel doen en in juli 1618 keerde hij weer terug naar de Molukken, waar in het begin van 1619 Coen verscheen, die in het begin van januari, door de overmacht der Engelsen gedwongen, Djakarta had verlaten en naar de Molukken was vertrokken om de daar aanwezige schepen voor een tocht tegen de Engelsen te verzamelen. Op 26 maart legde Reael in het gezelschap van Coen het ambt van gouverneur-generaal neer, dat daarop door Coen werd aanvaard. Terwijl Coen met het grootste gedeelte der bijeen gebrachte vloot koers zette naar Java, maakte Reael eerst met vier schepen een tocht naar Makassar om te proberen daar buit te verkrijgen, waartoe echter niet veel gelegenheid was. Nadat hij zich weer bij Coen had gevoegd, woonde Reael de verovering van Djakatra op 30 mei 1619 bij. In het begin van augustus 1618 vertrok hij met het jacht Eenhoorn naar Nederland, dat in januari 1620 op de rede van Texel aankwam.

## Terug in Holland

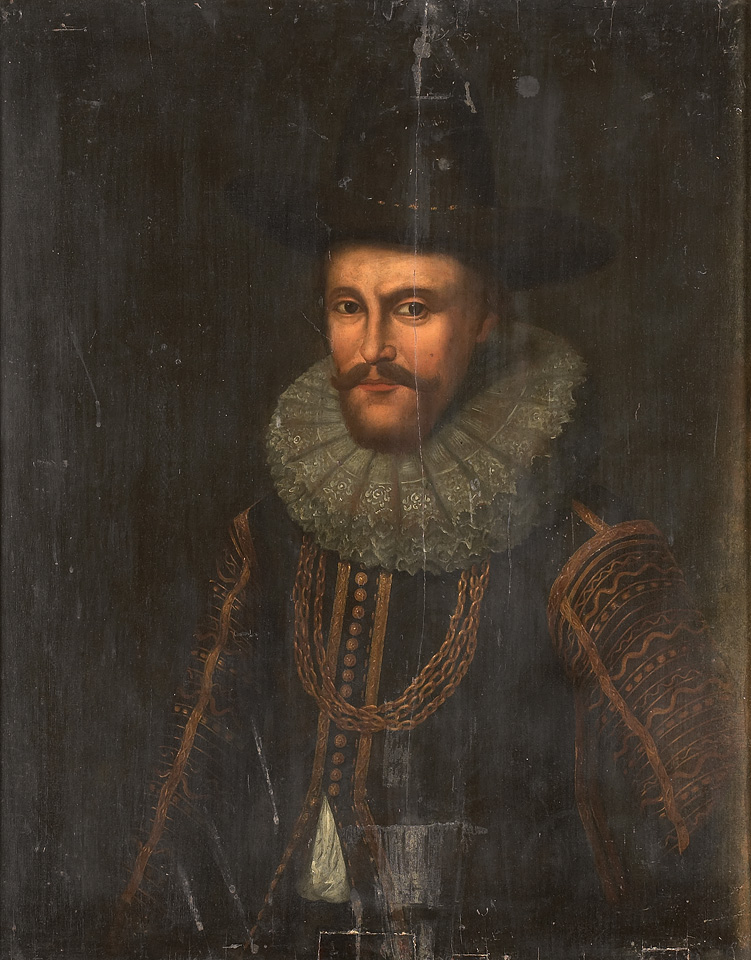
Anoniem portret van Reael

Vanwege zijn Arminiaanse sympathieën, Jacobus Arminius van de remonstranten was zijn zwager, duurde het tot 1625, onder de veel tolerantere stadhouder Frederik Hendrik, voordat Reael weer een openbare functie bekleedde. In de tussentijd wijdde hij zich aan de dichtkunst, onder meer in de Amsterdamse rederijkerskamer de Eglentier. Hij onderhield contacten met onder andere de dichters Pieter Cornelisz. Hooft en Joost van den Vondel en maakte deel uit van de Muiderkring. In 1623 bepleitte hij mogelijk zijn zaak in een brief tegen Coen bij de heren XVII. De Engelsen moesten tot vrienden worden gemaakt en niet tot vijand. De handel in slaven zou leiden tot persoonlijke verrijking. Het roven en moorden in opdracht van de compagnie zou moeten worden gestopt. De handel op China en India moest worden uitgebreid, maar niet gemonopoliseerd. De compagnie zou daarmee zichzelf ruïneren en Reael vroeg zich af waarvan de inlander zou moeten leven. In Jacatra zou iedereen in vrede moeten kunnen handelen. De Chinezen zouden de zijde naar Batavia moeten kunnen brengen, ten voordele van de VOC. Door steun van prins Maurits won aanvankelijk de visie van Coen, maar twee jaar later won Reael en Coen moest inbinden.
Op 9 juni 1625 werd hij bewindhebber in de VOC kamer te Amsterdam, en zou dit blijven tot zijn dood. In 1625 werd hij benoemd tot viceadmiraal bij de Admiraliteit van Amsterdam, was betrokken bij een Aanval op Cádiz in een gezamenlijke Nederlands-Engelse vloot.
Hij werd in 1626 als gezant naar Londen gestuurd, en is daar in de adelstand verheven. Reael werd in 1627 (?) waarnemend luitenant-admiraal van Holland en West-Friesland als opvolger van Willem van Nassau. Lang zou hij niet in die hoedanigheid werkzaam zijn. Van eind 1627 tot maart 1629 was hij in Habsburgse gevangenschap in Wenen nadat hij als gezant naar Denemarken bij een schipbreuk voor de kust van Jutland door de keizerlijke troepen gevangen was genomen. Bij thuiskomst bleek de functie bij de Admiraliteit eerst onbezet gehouden — toen door Piet Hein vervuld — en is vanaf 1632 bezet door Filips van Dorp. Reael woonde op Keizersgracht 141, tussen Samuel Blommaert en Vranck van der Does, de eerste Hollandse koopman, die in 1596 met vijf assistenten op Ternate achterbleef.
Reael werd in 1630 lid van de vroedschap en in 1632 schepen van de stad Amsterdam. Niet lang voor zijn dood werd overwogen hem alsnog te benoemen tot luitenant-admiraal van Holland en West-Friesland en bevelhebber van 's Lands vloot als opvolger van de incompetente Van Dorp, maar dat zou Maarten Tromp worden, want Laurens Reael overleed in dat jaar aan de pest.
Gouverneur-generaal van de VOC

Both · 
Gerard Reynst · 
Reael · 
Coen · 
Carpentier · 
Coen · 
Specx · 
Brouwer · 
Van Diemen · 
Van der Lijn · 
Carel Reyniersz · 
Maetsuycker · 
Rijcklof van Goens · 
Speelman · 
Camphuys · 
Van Outhoorn · 
Van Hoorn · 
Van Riebeeck · 
Van Swol · 
Zwaardecroon · 
De Haan · 
Durven · 
Van Cloon · 
Patras · 
Valckenier · 
Thedens · 
Van Imhoff · 
Mossel · 
Van der Parra · 
Van Riemsdijk · 
De Klerk · 
Alting

 

Gouverneur-generaal van staatswege

Van Overstraten · 
Siberg · 
Wiese · 
Daendels · 
(Britse interventie: Raffles en Fendall) · 
Van der Capellen · 
De Kock · 
Du Bus de Gisignies · 
Van den Bosch · 
Baud · 
De Eerens · 
Van Hogendorp · 
Merkus · 
Jan Reijnst · 
Rochussen · 
Duymaer van Twist · 
Pahud · 
Prins · 
Sloet van de Beele · 
Prins · 
Mijer · 
Loudon · 
Van Lansberge · 
s'Jacob · 
Van Rees · 
Pijnacker Hordijk · 
Van der Wijck · 
Rooseboom · 
Van Heutsz · 
Idenburg · 
Van Limburg Stirum · 
Fock · 
De Graeff · 
De Jonge · 
Tjarda van Starkenborgh Stachouwer
- Bibliothèque nationale de France: cb17072663m (data)
- Biografisch Portaal: 07573676
- Digitale Bibliotheek voor de Nederlandse Letteren: reae002
- Gemeinsame Normdatei: 138407533
- International Standard Name Identifier: 0000 0000 6250 9778
- Nederlandse Thesaurus van Auteursnamen: 069963355
- Système universitaire de documentation: 223440515
- Virtual International Authority File: 89952704
- WorldCat: E39PBJr3mM9hXpKKDPtjypg3Qq